# Platyrrhinus guianensis
Platyrrhinus guianensis — вид родини листконосові (Phyllostomidae), ссавець ряду лиликоподібні (Vespertilioniformes, seu Chiroptera).

## Етимологія
Назва виду походить від опису свого ендемічного розподілу в Гвіані.

## Морфологія
Невеликого розміру, із загальною довжиною від 54 до 59 мм, довжина передпліччя між 38 і 40 мм, довжина стопи між 10 і 12 мм, довжина вух від 16 до 17 мм і масою до 15 грамів.
Спинна частина темно-коричневого кольору, світліша на плечах, з основами волосся темними, з яскравою білою спинною смугою, яка простягається від області між плечей до крижів, а черевна частина темно-сіра. Морда коротка і широка. Лист носа добре розвинений, ланцетний і жовтий. Дві білі смуги, на кожній стороні обличчя. Вуха широкі, трикутні, широко розставлені, відмічені жовтим кольором. Ступні густо покриті довгим коричневим волоссям. Вид не має хвоста.

## Середовище проживання
Цей вид широко поширений в Гаяні і Суринамі. Він живе в тропічних лісах і саванах до 500 метрів над рівнем моря.

## Життя
Харчується фруктами. Вагітні жінки були захоплені в січні, лютому, квітні та вересні.